# The Edge of Destruction
The Edge of Destruction (às vezes referido como Inside the Spaceship) é o terceiro serial da primeira temporada da série de ficção científica britânica Doctor Who. A história foi transmitida originalmente em duas semanas, entre 8 e 15 de fevereiro de 1964 na BBC TV. Foi escrito por David Whitaker e dirigido por Richard Martin no primeiro episódio e por Frank Cox no segundo.
Nesse arco, o Doutor (William Hartnell), sua neta Susan (Carole Ann Ford), e os professores dela Ian Chesterton (William Russell) e Barbara Wright (Jacqueline Hill) estão na máquina do tempo do Doutor, a TARDIS, quando eles parecem ser tomados por uma força externa. Os viajantes começam a agir estranhamente e passam a desconfiar um dos outros.
Essa história destaca-se como um raro "episódio de garrafa", em que toda a história ocorre apenas em um único cenário, com apenas o elenco principal. Ele também serve para resolver várias intrigas entre as personagens que tinham sido apresentadas ao longo das últimas onze semanas.

## Sinopse
À medida que lentamente se recuperam do choque de serem atirados ao chão da TARDIS, o Doutor, Susan, Ian e Barbara parecem estar agindo de forma estranha. Ocorrem eventos inexplicáveis e suspeitas são levantadas de que uma força alienígena possa ter entrado no nave. O Doctor ainda acusa Ian e Barbara de sabotagem.

## Enredo
O Doutor, durante a tentativa de corrigir os circuitos de navegação defeituosos da TARDIS, faz uma pequena explosão. O Doutor, Barbara, Ian e Susan estão temporariamente inconsciente. Depois de acordar, Ian e Susan parecem ter ligeiros casos de amnésia e todo mundo começa a agir estranhamente. Eventos inesperados estão acontecendo na TARDIS, os viajantes estão se tornando desconfiados uns dos outros, e o doutor ainda acusa Ian e Barbara de sabotagem. Temendo que eles têm sido tomado por algum alienígena força ou que tenham intencionalmente sabotou o TARDIS, a fim de forçar o doutor para devolvê-los a 1963 e o Doutor tenta explorar o problema sem interferências.
Aos poucos, torna-se claro que os estranhos eventos são uma tentativa criada pela própria TARDIS para avisar a tripulação de que algo está errado. A avaria está causando a TARDIS para voltar para o início dos tempos; os estranhos acontecimentos foram apenas tentativas da TARDIS para advertir os seus passageiros antes do navio ser destruído. Fixação do interruptor traz tudo de volta ao normal. Embora o dia é salvo, Barbara ainda é afetado por palavras duras do Doutor antes. O doutor é forçado a fazer o que ele menos gosta, se desculpar, e admitir que ele estava errado sobre Barbara e Ian.
A história termina com a TARDIS materializar em uma paisagem de neve, onde Susan viu como uma pegada gigante na neve.

### Continuação
Esta série introduz que as idéias que o console da TARDIS e o tempo do motor aproveitar diretamente as energias que conduzem o navio, e que a TARDIS está "viva" e tem um pouco de auto-consciência.
Esta história afirma explicitamente que o doutor e Susan tinham visitado outros mundos antes da Terra de 1963. Susan menciona que quatro ou cinco viagens de volta eles haviam visitado o planeta onde a TARDIS quase tinha sido perdida.